# Aparatura dymotwórcza TAD
Aparatura dymotwórcza TAD – urządzenie dymotwórcze stosowane w wozach bojowych piechoty i w czołgach.

## Charakterystyka TAD
Termiczna aparatura dymotwórcza TAD montowana była między innymi w czołgach T-55A, T-55AD, T-54 AM-1, T-54 AM-2, PT-76 oraz w bojowych wozach piechoty (bwp). Służy ona do wykonania zasłon dymnych podczas działań bojowych. Materiałem dymotwórczym jest olej napędowy znajdujący się w układzie zasilania paliwem.
Zasłonę dymną powinno się wykonywać, przy maksymalnej prędkości jazdy dopuszczalnej w danych warunkach drogowych. Podczas zadymiania należało unikać przełączania biegów. Temperatura spalin silnika pracującego bez obciążenia jest niewystarczająca do całkowitego odparowania paliwa wtryskiwanego do kolektora. Po zakończeniu zadymiania silnik powinien pracować co najmniej 3–5 minut w celu wydalenia reszty paliwa z rur i kolektora wylotowego.